# Spilosoma rubitincta
Spilosoma rubitincta är en fjärilsart som beskrevs av Moore 1865. Spilosoma rubitincta ingår i släktet Spilosoma och familjen björnspinnare. Inga underarter finns listade i Catalogue of Life.